# St. Josef (Herzogenrath)

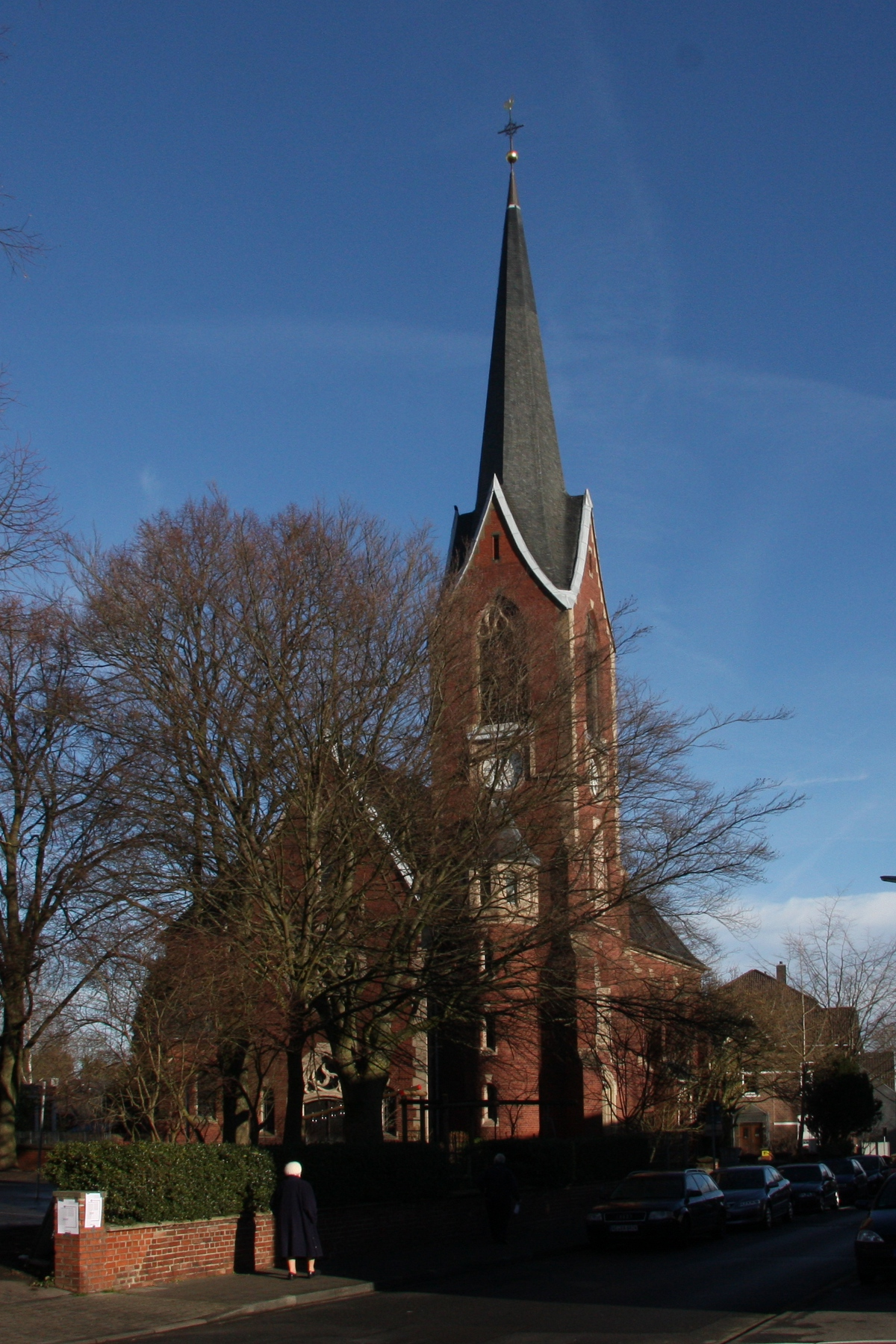
Herzogenrath, St. Josef

St. Josef ist eine neugotische katholische Pfarrkirche in Herzogenrath, Ortsteil Straß. Der Architekt Josef Kleesattel entwarf den Backsteinbau in basilikaler Form mit drei Längsschiffen und ohne Querschiff, mit einem Vorjoch und Apsis. 
Der Kirchturm erhebt sich an der Westfront über dem ersten Joch des rechten Nebenschiffs.

## Geschichte
Das Gebiet der heutigen Pfarrei St. Josef in Herzogenrath-Straß gehörte seit alters her zur Pfarrei St. Lambert in Kerkrade im Bistum Lüttich. Mit der Eingliederung der linksrheinischen Gebiete in den französischen Staat und dem französischen Konkordat von 1801 kam die Pfarrei St. Lambert zu dem neu gegründeten Bistum Aachen. Durch das Abkommen von Aachen 1816 gelangte das Gebiet der heutigen Stadt Herzogenrath zum Königreich Preußen, aber erst 1821 wurde in der Päpstlichen Bulle De salute animarum das Bistum Aachen aufgehoben, die heutige Pfarrei St. Josef - Straß von St. Lambert abgetrennt, das Gebiet der Pfarre Mariä Himmelfahrt in Herzogenrath zugeschlagen und damit Teil des wiedererrichteten Erzbistums Köln. Mit der Unterzeichnung des preußischen Konkordats von 1929 wurde die Wiedererrichtung des Bistums Aachen festgelegt, zu dem Straß seitdem gehört.
In der Pfarrei Mariä Himmelfahrt der Stadt Herzogenrath gab es in den Jahren vor und um 1900 mehrfache Anläufe für eine Erweiterung oder einen Neubau der Stadtpfarrkirche. In dieser Zeit war aber die Bevölkerung der „Oberstadt“ bedingt durch die Ausweitung des Bergbaus so angewachsen, dass dort mehr Gläubige wohnten als in der historischen Stadt. Und so forderten im April 1902 Einwohner von Straß, Neustraß, Maubach, Gasse, Kohlberg, Heggen und Pesch die Verlegung des Neubaus der Pfarrkirche von Herzogenrath näher nach Straß, was aber von Herzogenrath abgelehnt wurde.
Der neue Pfarrer von Herzogenrath teilte daraufhin den angesparten Kirchenbaufonds auf und Josef Kleesattel wurde mit dem Entwurf einer Filialkirche beauftragt. 1908 begann der Bau und am 8. Dezember 1909 erfolgte die Konsekration. Im März 1909 wurde beim Erzbistum Köln der Antrag auf eigene Vermögensverwaltung gestellt, worauf Weihnachten 1911 St. Josef zur Pfarre erhoben wurde.

## Pfarrei
St. Josef ist eine Pfarrei im Dekanat Herzogenrath/Merkstein des Bistums Aachen.

## Baubeschreibung und Ausstattung
Der Entwurf von Josef Kleesattel ist im Wesentlichen bis heute erhalten. Die Kirche ist eine dreischiffige Basilika mit 5 Jochen, einem Vorjoch und einer Chorapsis. Im Westen ist das Mittelschiff leicht vorgezogen und an das linke Seitenschiff ist eine kleine Apsis angebaut, im Osten liegt anschließend die Sakristei. Bis heute mussten am Bau immer wieder teils umfangreiche Instandsetzungen durchgeführt werden, da es durch den früheren Bergbau zu Bodensenkungen kommt.
Die Innenausstattung der Kirche zog sich über viele Jahre hin. 1911 konnte der von den Franziskanern aus Bleijerheide gestaltete Kreuzweg angebracht  und der Maria-Hilf-Altar im linken Seitenschiff aufgestellt werden, aber erst 1923 wurde der Hochaltar errichtet. Um 1930 folgten die Statuen St. Petrus und St. Paulus und der Aufbau der Orgel, die 1967 durch eine neue Orgel von Heinz Wilbrand ersetzt wurde.
Mit seinen Glocken erlebte St. Josef eine wechselvolle Geschichte. War Anfang 1914 ein Geläut aus 3 Glocken erreicht worden, wurden Mitte 1917 die beiden größeren als "Metallspende" abgegeben. Ende 1926 konnten wieder zwei neue Glocken angebracht werde, die dann Mitte 1942 abgeliefert werden mussten. Nach dem Kriege war nur die Herz-Jesu-Glocke aus dem ursprüngliche Geläut übrig. Da gelang es 1952 eine aus den Ostgebieten stammende, 1673 von Johannes Breutelt gegossene H-Glocke von einem Glockenfriedhof bei Hamburg zu "leihen", zu der 1962 zwei neue Glocken von der Glockengießerei Petit und Gebrüder Edelbrock in Gescher bei Münster hinzukamen (E-Glocke St. Josef, G-Glocke Mutter Gottes).